# Rubén Bravo Zúñiga
Rubén Bravo Zúñiga (10 de mayo de 1980) es un deportista español que compitió en triatlón. Ganó una medalla de bronce en el Campeonato Europeo de Triatlón Campo a Través de 2007.

## Palmarés internacional
| Campeonato Europeo | Campeonato Europeo | Campeonato Europeo | Campeonato Europeo |
| Año                | Lugar              | Medalla            | Prueba             |
| ------------------ | ------------------ | ------------------ | ------------------ |
| 2007               | Ibiza (España)     | Medalla de bronce  | Individual         |